# Елизаветинская эпоха
Елизаветинская эпоха — часть эпохи Тюдор-Ренессанса в истории Англии в годы правления королевы Елизаветы I (1558—1603). Историки часто называют её золотым веком английской истории. Символ Британии (женское олицетворение Великобритании), впервые использованный в 1572 году и часто использовавшийся впоследствии, олицетворял елизаветинскую эпоху и характеризовал её как ренессанс, вдохновивший национальную гордость благодаря классическим идеалам, международной экспансии и военно-морскому триумфу над Испанией. Историк Джон Гай (1988) утверждает, что «Англия была экономически более здоровой, более склонной к экспансии и более оптимистичной при Тюдорах», чем когда-либо за тысячу лет.
Этот «золотой век» представлял собой апогей английского Возрождения и был периодом расцвета поэзии, музыки и литературы. Эта эпоха наиболее известна своим театром, для которого Уильям Шекспир и многие другие драматурги создавали пьесы, выходившие за рамки уже существующего английского театрального стиля. Это была эпоха исследований и экспансии, а в самой Англии получила признание протестантская Реформация, особенно после того, как была разгромлена испанская Непобедимая армада. Это был также конец периода существования Англии как отдельного королевства, и начало унии с Шотландией.
Елизаветинская эпоха резко контрастирует с предыдущим и последующим периодами. Это был короткий период мира между английской Реформацией и религиозными битвами между протестантами и католиками, а затем — политическими битвами между парламентом и монархией, охватившими остаток семнадцатого века. Разногласия между протестантами и католиками на какое-то время были урегулированы Елизаветинским религиозным соглашением, и парламент ещё не был достаточно силён, чтобы бросить вызов королевскому абсолютизму.
Англия жила достаточно зажиточно по сравнению с другими странами Европы. Итальянское Возрождение подошло к концу под тяжестью испанского господства на Пиренеях. Франция была втянута в собственные религиозные баталии, которые были (временно) урегулированы в 1598 году Нантским эдиктом благодаря политике терпимости к протестантизму. Отчасти из-за этого, а также из-за того, что англичане были изгнаны со своих последних аванпостов на континенте испанскими терциями, на протяжении большей части правления Елизаветы многовековой конфликт между Францией и Англией был в значительной степени заморожен.
Единственным серьёзным соперником была Испания, с которой Англия столкнулась как в Европе, так и в Америке, что переросло из небольших стычек в англо-испанскую войну 1585—1604 годов. Попытка Филиппа II вторгнуться в Англию с Непобедимой армадой в 1588 году потерпела поражение, но, в свою очередь, Англия предприняла столь же неудачную экспедицию в Испанию в 1589 году. Война продолжалась до подписания Лондонского мирного договора через год после смерти Елизаветы.
В этот период в Англии было централизованное, хорошо организованное и эффективное правительство, в значительной степени ставшее результатом реформ Генриха VII и Генриха VIII, а также суровых наказаний Елизаветой всех несогласных. В экономическом отношении страна начала извлекать большие выгоды из новой эры трансатлантической торговли и постоянных захватов испанских сокровищ.
Термин «елизаветинская эпоха» прочно укоренился в английском и британском историческом сознании, задолго до прихода на престол королевы Елизаветы II, и по-прежнему применяется исключительно ко времени Елизаветы I.

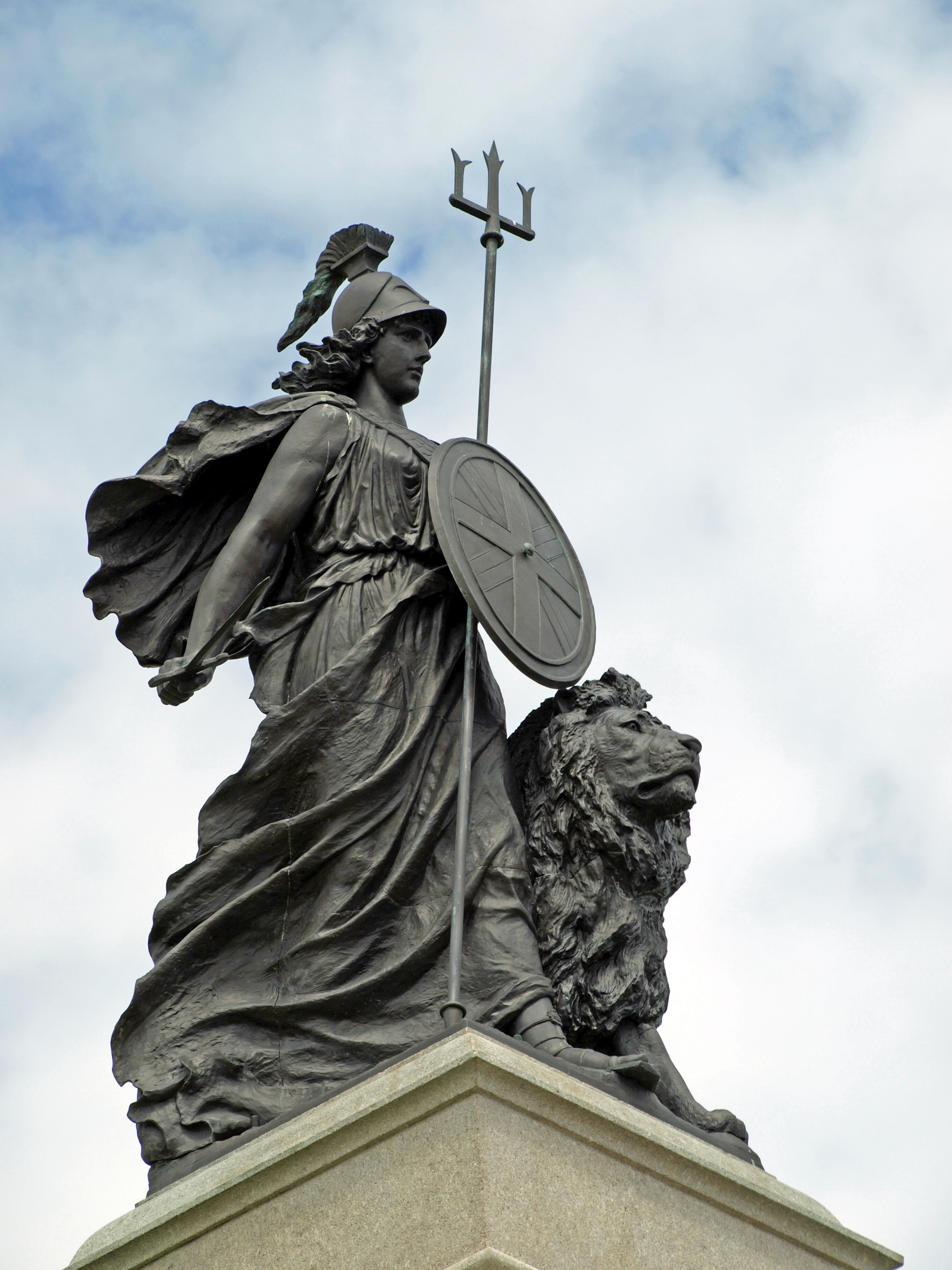
Мемориал Английской армады в Плимуте с изображением Британии в честь поражения испанской Непобедимой армады в 1588 году (скульптор Уильям Чарльз Мэй, 1888)

## Романтика и реальность

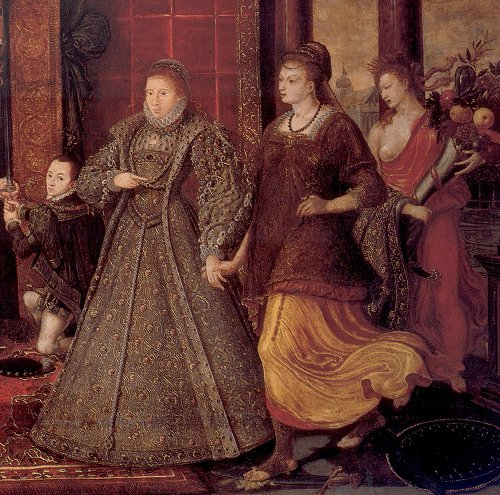
Елизавета приводит с собой Мир и Изобилие. Фрагмент из книги «Семья Генриха VIII: Аллегория Тюдоровского наследия», ок. 1572 г., приписывается Лукасу де Хере

Викторианская эпоха и начало XX-го века идеализировали елизаветинскую эпоху. Британская энциклопедия утверждает, что «Длительное правление Елизаветы I, 1558—1603 гг., было золотым веком Англии. „Весёлая Англия“, влюблённая в жизнь, нашла своё выражение в музыке и литературе, в архитектуре и мореплавании». Эту тенденцию к идеализации разделяли Великобритания и англофильская Америка. В массовой культуре образ смелых мореплавателей елизаветинских времён воплотился в фильмах Эррола Флинна.
В качестве своеобразной реакции на это преувеличение современные историки и биографы имеют тенденцию куда более беспристрастно относиться к тюдоровскому периоду.

## Правительство

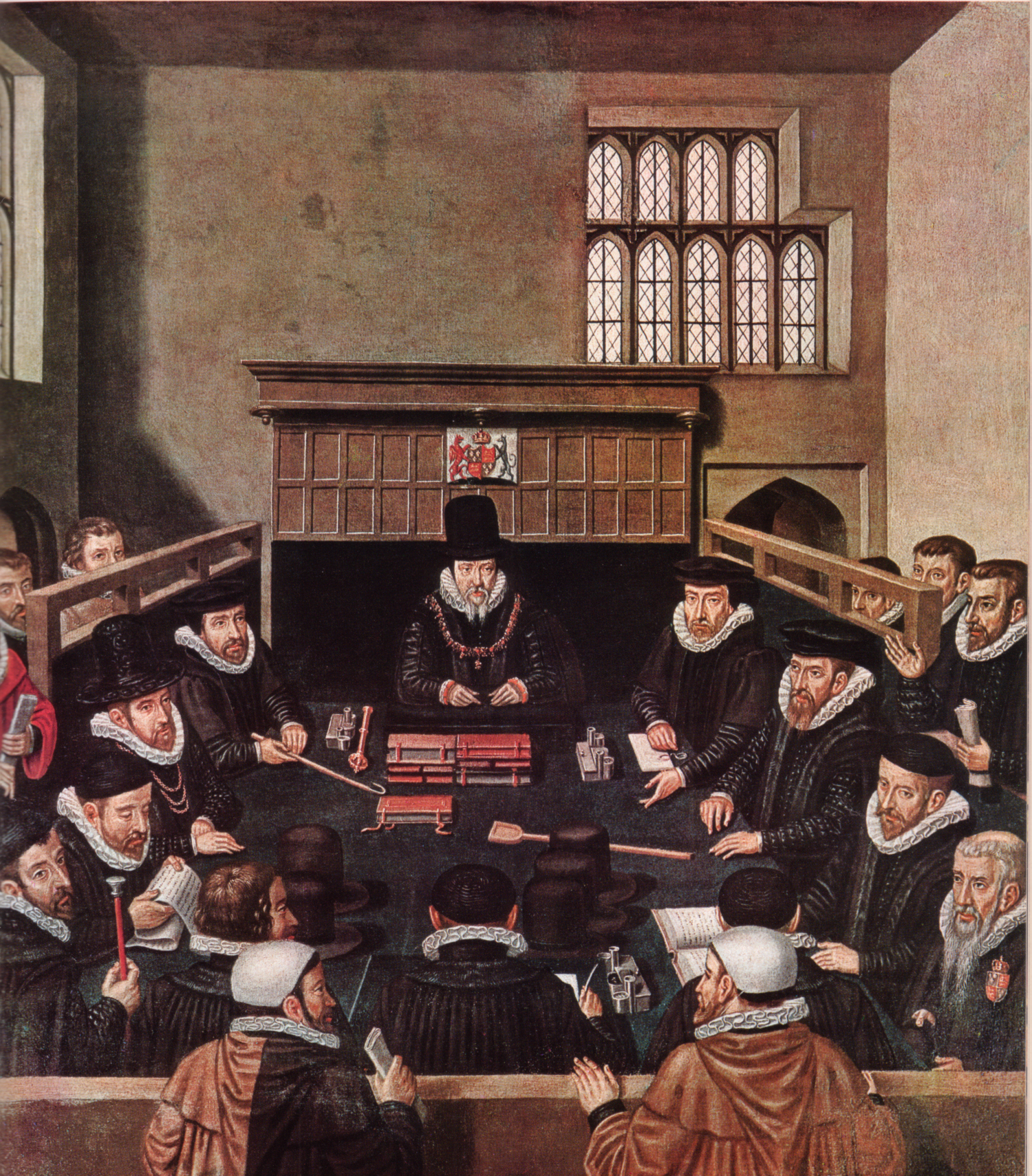
Уильям Сесил председательствует в Палата феодальных сборов

Елизаветинская Англия не была особенно успешной в военном отношении, но она избежала крупных поражений и создала мощный флот. Можно сказать, что Елизавета обеспечила стране длительный период если не абсолютного, то по крайней мере относительного мира, и в целом увеличила национальное благосостояние, во многом благодаря захвату испанских кораблей с сокровищами, набегам на незащищённые поселения и продаже африканских рабов. Унаследовав от прежнего правления страну практически в состоянии банкротства, экономная политика Елизаветы восстановила финансовую ответственность. Финансовая сдержанность позволила погасить долги к 1574 году, и десять лет спустя Корона имела профицит в размере £300 000. В экономическом отношении основание сэром Томасом Грешемом Королевской биржи (1565 год), первой фондовой биржи в Англии и одной из первых фондовых бирж в Европе, оказалось событием первостепенной важности для экономического развития Англии, а затем и для мира в целом. Благодаря более низким налогам, чем в других европейских странах того периода, экономика выросла; хотя богатство распределялось крайне неравномерно, очевидно, что в конце правления Елизаветы совокупное богатство было больше, чем в начале. Этот всеобщий мир и процветание позволили осуществиться тем прогрессивным начинаниям, которые подчёркиваются сторонниками «Золотого века».

### Интриги и заговоры
Елизаветинская эпоха была также эпохой интриг и заговоров, часто политических по своей природе, вовлекавших высшие слои елизаветинского общества. Высшие чиновники в Мадриде, Париже и Риме пытались убить протестантку Елизавету и заменить её католичкой Марией, королевой Шотландии. Это могло стать прелюдией к религиозному возрождению католицизма в Англии. В 1570 году был раскрыт заговор Ридольфи. В 1584 году был раскрыт заговор Трокмортона после того, как Фрэнсис Трокмортон признался в своей причастности к заговору с целью свержения королевы и восстановления католической церкви в Англии. Ещё одним крупным заговором был заговор Бабингтона — событие, которое самым непосредственным образом привело к казни Марии. В его раскрытии участвовал двойной агент Гилберт Гиффорд, действовавший под руководством Фрэнсиса Уолсингема, весьма эффективного начальника контрразведки королевы.
В восстании Эссекса в 1601 году был даже театральный элемент, поскольку незадолго до восстания сторонники графа Эссекса, в том числе Чарльз и Джоселин Перси (младшие братья графа Нортумберленда), заплатили за представление «Ричарда II» в театре Глобус, видимо, с целью разжечь в обществе недовольство монархией. На суде над Эссексом актёр труппы «Слуги лорда-камергера» Огастин Филлипс сообщил, что заговорщики заплатили им сорок шиллингов «сверх обычного» (то есть выше их обычной ставки) за постановку пьесы, которая, по мнению актёров, была слишком старой и «вышедшей из моды», чтобы привлечь большую аудиторию.
Во время Побочного заговора 1603 года два католических священника планировали похитить короля Якова и удерживать его в лондонском Тауэре, пока он не согласится быть более терпимым по отношению к католикам.
Однако самым драматичным был Пороховой заговор 1605 года, участники которого планировали взорвать палату лордов во время открытия парламента. Он был вовремя раскрыт, и восемь заговорщиков, включая Гая Фокса, который стал канонической фигурой предателя в английском фольклоре, были казнены.

### Королевский флот и разгром Армады

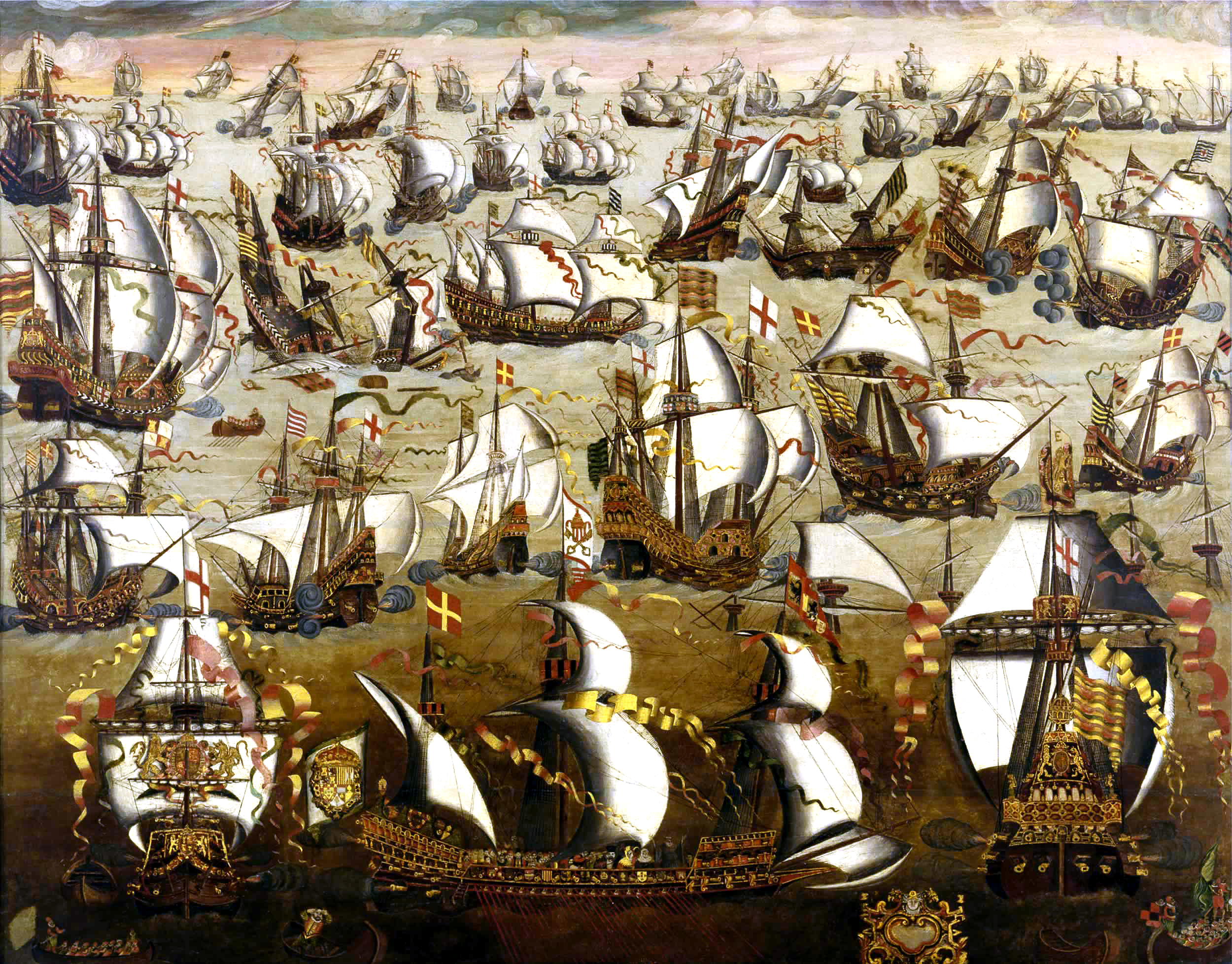
Непобедимая армада сражается с английским флотом в битве при Гравелине в 1588 году

В то время как Генрих VIII создал Королевский флот, Эдуард VI и Мария I игнорировали его, в результате чего он деградировал до простой системы береговой обороны. Елизавета сделала военно-морскую мощь своим основным приоритетом. Она рискнула начать войну с Испанией, поддерживая «морских псов», таких как Джон Хокинс и Фрэнсис Дрейк, которые охотились на испанские торговые суда, перевозившие золото и серебро из Нового Света. Военно-морские верфи были лидерами в области технических инноваций; капитаны разрабатывали новые тактики. Паркер (1996) утверждает, что корабль с полным парусным оснащением стал одним из величайших технологических достижений того века и навсегда изменил военно-морскую войну. В 1573 году английские кораблестроители представили конструкцию, впервые продемонстрированную на «Дредноуте», которая позволила кораблям быстрее двигаться и лучше маневрировать, а также использовать более тяжёлые орудия. Если раньше военные корабли пытались сцепиться друг с другом, чтобы солдаты могли подняться на борт вражеского корабля, то теперь они стояли поодаль и стреляли залпами, чтобы потопить вражеское судно. Когда Испания наконец решила вторгнуться и завоевать Англию, вторжение потерпело фиаско. Превосходные английские корабли и искусство моряков предотвратили вторжение и привели к уничтожению Непобедимой Армады в 1588 году, что стало высшей точкой правления Елизаветы. Технически Армада потерпела крах, потому что чрезмерно сложная стратегия Испании требовала координации между флотом вторжения и испанской береговой армией. Более того, плохая конструкция испанских пушек означала, что они гораздо медленнее перезаряжались в ближнем бою. Испания и Франция всё ещё имели более сильный флот, но Англия быстро их догоняла.
Размышляя о ужасных последствиях высадки испанцами армии вторжения в 1588 году, Паркер утверждал, что испанская армия была крупнее, опытнее, лучше оснащена, увереннее и имела лучшее финансирование. С другой стороны, английская оборона была слабой и устаревшей. В Англии было слишком мало солдат, и они были в лучшем случае лишь частично обучены. Испания выбрала самое слабое место у Англии и, вероятно, могла бы захватить Лондон за неделю. Паркер добавляет, что восстание католиков на севере и в Ирландии могло привести к полному разгрому.

### Колонизация Нового Света
Открытия Христофора Колумба электрифицировали всю западную Европу, особенно такие морские державы, как Англия. Король Генрих VII поручил Джону Каботу отправиться в путешествие, чтобы найти северный путь к Молуккским островам в Азии; так начались поиски Северо-Западного прохода. Кабот отплыл в 1497 году и достиг Ньюфаундленда. В следующем году он совершил ещё одно путешествие в Америку, но о нём и его кораблях больше ничего не было слышно.
В 1562 году Елизавета послала каперов Хокинса и Дрейка захватить добычу у испанских и португальских кораблей у берегов Западной Африки. Когда после 1585 года усилились англо-испанские войны, Елизавета одобрила дальнейшие набеги на испанские порты в Америке и на возвращающиеся в Европу суда с сокровищами. Тем временем влиятельные писатели Ричард Хаклюйт и Джон Ди начали настаивать на создании Англией собственной заморской империи. Испания прочно обосновалась в Северной и Южной Америке, а Португалия в союзе с Испанией с 1580 года создала амбициозную глобальную империю в Африке, Азии и Южной Америке. Франция исследовала новые земли в Северной Америке. Англия была вынуждена создавать собственные колонии с упором на Вест-Индию, а не на Северную Америку.
В августе 1576 года Мартин Фробишер высадился в заливе Фробишера на Баффиновой Земле. Он вернулся в 1577 году, объявив его от имени королевы Елизаветы частью Британии, а во время третьего плавания попытался основать поселение в заливе Фробишер, но его планы потерпели неудачу.

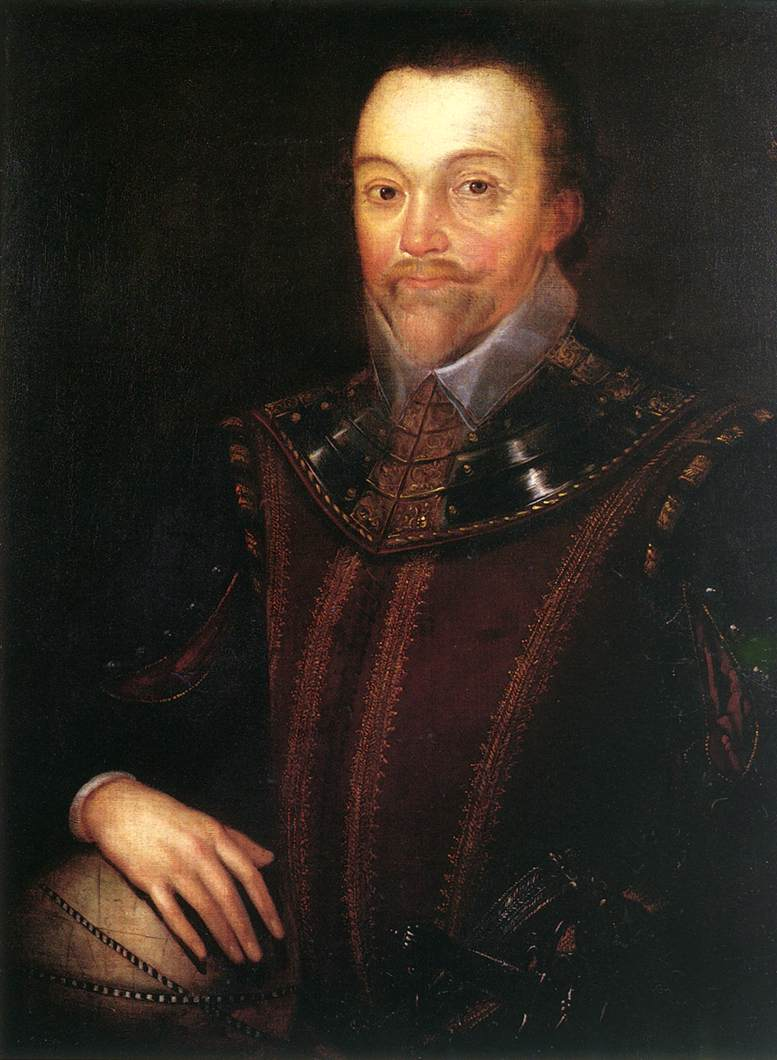
Сэр Фрэнсис Дрейк

С 1577 по 1580 год сэр Фрэнсис Дрейк совершил кругосветное путешествие. В сочетании с его смелыми набегами на испанцев и великой победой при Кадисе в 1587 году он стал знаменитым героем; его подвиги до сих пор прославляются. В 1583 году Хемфри Гилберт приплыл в Ньюфаундленд, завладев гаванью Сент-Джонс вместе со всеми землями в пределах двухсот лиг к северу и югу от неё.
В 1584 году королева даровала сэру Уолтеру Рэли хартию на колонизацию Виргинии; колония была названа в её честь. Рэли и Елизавета планировали основать там базу для каперов, которые совершали бы нападения на испанский флот, перевозящий сокровища. Рэли послал группу поселенцев для основания колонии Роанок; до сих остаётся загадкой, почему все они исчезли. В 1600 году королева создала своим указом Ост-Индскую компанию. Она основала торговые посты, которые в последующие века превратились в Британскую Индию, на побережьях современной Индии и Бангладеш. Более крупномасштабная колонизация началась вскоре после смерти Елизаветы.

## Отличительные особенности
Англия в ту эпоху имела ряд положительных сторон, которые отличали её от современных ей континентальных европейских обществ. Пытки применялись редко, поскольку английская правовая система допускала применение пыток только за преступления, караемые смертной казнью, такие как измена, хотя практиковались некоторые формы телесных наказаний, некоторые из которых были крайне жестокими. В 1563 году началось преследование ведьм, в результате чего были казнены сотни человек, хотя это не шло ни в какое сравнение с безумием, творившимся на континенте. Мария попробовала создать агрессивную антипротестантскую инквизицию, за что её возненавидели. Тем не менее, при Елизавете преследовали, изгоняли и сжигали заживо куда больше католиков, чем при королеве Марии.

## Религия

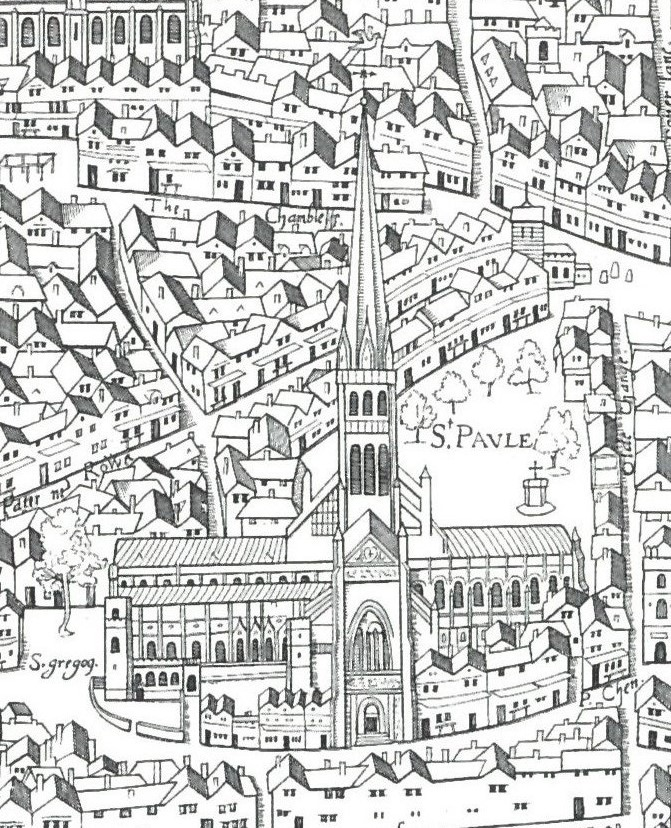
Фрагмент Гравированная карта Лондона с изображением собора Святого Павла

Елизавете удалось смягчить и подавить религиозные страсти того времени, что резко контрастировало с предыдущими и последующими эпохами, полными религиозного насилия.
Елизавета говорила: «У меня нет желания пробивать окна в души людей». Её желание смягчить религиозные преследования предыдущих тюдоровских времён — преследования католиков при Эдуарде VI и протестантов при Марии I — по-видимому, оказало сдерживающее влияние на английское общество. Елизавета, протестантка, но не догматик, восстановила Книгу общих молитв 1552 года с изменениями, которые ясно дали понять, что Англиканская церковь верит в (духовное) присутствие Христа в Святом Причастии, но не уточняя как именно, оставив это загадкой. Она также удалила чёрную рубрику из символов веры: это позволяло преклонять колени для причастия, не признавая реального и существенного присутствия Христа в хлебе и вине; сама она в это верила. Сохранялось апостольское преемство, институт церкви продолжался без перерыва (98 % духовенства оставались на своих постах), а попытка запретить музыку в церкви потерпела поражение. Постановления 1571 года запрещали любые доктрины, не соответствующие учению отцов церкви и католических епископов. Враждебность королевы к строгим кальвинистским доктринам преградила дорогу радикалам.
Из английской реформации почти не исходила какая-либо оригинальная богословская мысль. Вместо этого Церковь полагалась на католический консенсус первых четырёх Вселенских соборов. Сохранение многих католических доктрин и обычаев стало предпосылкой к формированию в XVII веке компромисса под названием Via Media («средний путь»). Остаток своего правления она провела, яростно защищаясь от радикальных реформаторов и католиков, которые хотели изменить Урегулирование церковных дел: англиканская церковь была протестантской, «с её своеобразным замедленным развитием, выражаясь протестантскими терминами, и призраком старого мира католических традиций и религиозных практик, который она таила в себе».
Елизавета в течение ряда лет воздерживалась от преследований католиков, поскольку она была против католицизма, а не своих католических подданных, если они не создавали никаких проблем. В 1570 году папа Пий V объявил, что Елизавета является еретичкой, не имеющей права на трон, и что её подданные более не обязаны ей повиноваться. Папа послал иезуитов и семинаристов тайно проповедовать и поддерживать католиков. После нескольких заговоров с целью её свержения католическое духовенство в основном считалось предателями, и в Англии их агрессивно преследовали. Часто после захвата священников пытали или казнили, если они не сотрудничали с властями. Люди, публично поддерживающие католицизм, были отстранены от своих профессий; иногда их штрафовали или заключали в тюрьму. Это старались оправдать тем, что католиков преследовали не за религию, а за их предательство и поддержку испанского врага королевы; на практике, однако, католики воспринимали это как религиозное преследование и считали казнённых мучениками.

## Наука, технологии и исследования

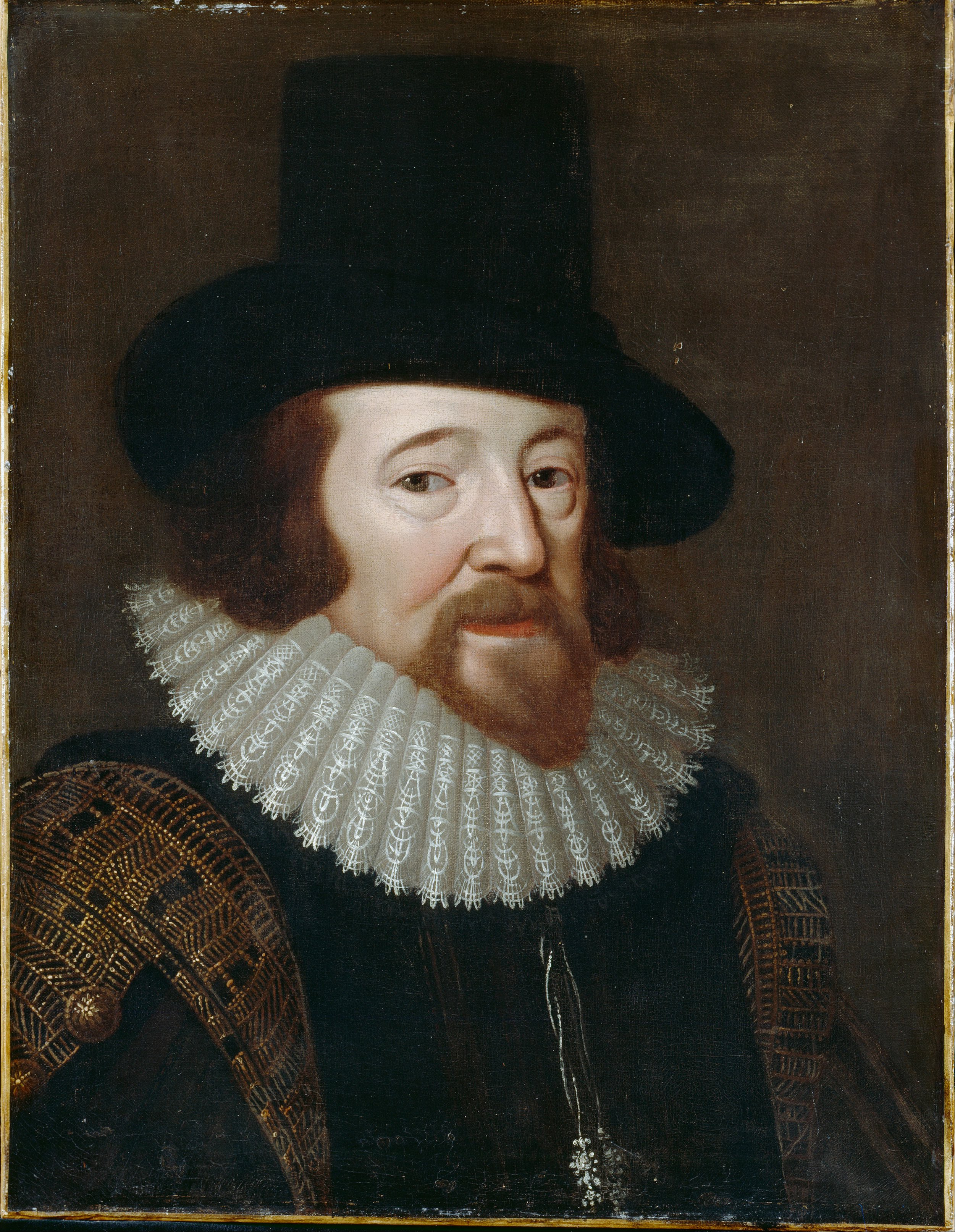
Фрэнсис Бэкон, пионер современной научной мысли

Не имея доминирующего гения или формальной структуры для научных исследований (сэр Исаак Ньютон и Королевское общество были уже в следующем столетии), елизаветинская эпоха, тем не менее, стала свидетелем значительного научного прогресса. Важный вклад внесли астрономы Томас Диггес и Томас Хэрриот; в 1600 году Уильям Гильберт опубликовал своё фундаментальное исследование магнетизма De Magnete. Значительный прогресс был достигнут в области картографии и геодезии. Также заслуживает упоминания эксцентричный, но влиятельный Джон Ди.
Основная часть этого научно-технического прогресса связана с практическими навыками мореплавания, в которых англичане елизаветинских времён достигли больших успехов. Между 1577 и 1581 годами сэр Фрэнсис Дрейк совершил кругосветное плавание, а Мартин Фробишер исследовал Арктику. Тогда же произошла первая попытка английской колонизации восточного побережья Северной Америки — пропавшая колония на острове Роанок в 1587 году.
Хотя елизаветинская Англия и не считается веком технологических инноваций, некоторый прогресс всё же был. В 1564 году из Нидерландов приехал Гиллиам Боонен, который стал первым каретным мастером королевы Елизаветы. Таким образом, он представил в Англии новое европейское изобретение — карету с пружинной подвеской, заменившей носилки и прочие средства перемещения. Кареты быстро стали такими же модными, как спортивные автомобили в наше время; общественные критики, особенно пуританские комментаторы, отмечали «множество благородных дам», которые катались «туда-сюда по сельской местности» в своих новых каретах.

## Социальная история
Начиная с 1960-х годов историки исследовали многие аспекты социальной истории елизаветинской эпохи, охватив все классы населения.

### Здоровье
Хотя в них проживала лишь небольшая часть населения, тюдоровские муниципалитеты были переполнены и страдали от антисанитарии. Большинство городов были немощёными, с плохими санитарными условиями. Не было ни ливневых стоков, ни канализации, а мусор просто выбрасывали на улицу. Такие животные, как крысы, прекрасно чувствовали себя в этих условиях. В крупных городах, особенно в Лондоне, были частым явлением болезни, возникающие из-за отсутствия санитарии, такие как оспа, корь, малярия, тиф, дифтерия, скарлатина и ветряная оспа.
В 1498, 1535, 1543, 1563, 1589 и 1603 годах произошли пандемии Чёрной смерти. Причиной быстрого распространения болезни было увеличение числа крыс, заражённых блохами — переносчиками болезни.
Детская смертность была относительно низкой по сравнению с более ранними и более поздними периодами, около 150 или меньше смертей на 1000 младенцев. Дожившие до 15 лет могли рассчитывать ещё на 40-50 лет жизни.

### Дома и жилища

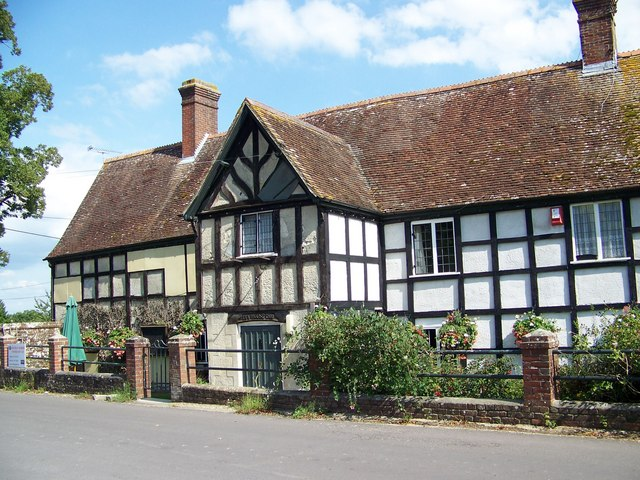
Часть Айви-Хауса в Уитчемптон, датирующегося ок. 1580

Подавляющее большинство населения составляли фермеры-арендаторы, которые жили в небольших деревнях. Их дома, как и в предыдущие века, представляли собой хижины с соломенными крышами, с одной или двумя комнатами, хотя позже в этот период крыши также покрывались черепицей. Мебель была простой; чаще использовались табуреты, а не стулья. Стены домов эпохи Тюдоров часто делались из дерева, глины или кирпича; в более богатых домах использовались камень и керамическая плитка. Стены обычно красили известковым молоком в белый цвет, а дерево красили дёгтем, чтобы предотвратить гниение (но это уже больше характерно не для тюдоровских, а для более поздних викторианских времён). Кирпичи были ручной работы и тоньше современных. Деревянные балки вырезались вручную, что позволяет легко отличить настоящие тюдоровские дома от домов в тюдоровском стиле, поскольку в настоящих балки не совсем прямые. Верхние этажи тюдоровских домов часто были больше, чем нижние, что создавало навес. Благодаря этому увеличивалась площадь комнат наверху, сохраняя при этом достаточную ширину улицы. В тюдоровский период началось широкое использование стекла при строительстве домов, однако оно оставалось ещё очень дорогим и сложным в изготовлении, поэтому стёкла делали небольшими и скрепляли их свинцовой решёткой. Те, которые не могли себе этого позволить, часто использовали полированный рог, ткань или бумагу. Дымоходы были высокими, тонкими и часто украшались симметричными узорами из формованного или резного кирпича. В ранних домах эпохи Тюдоров и в домах бедноты не было дымоходов; дым в этих случаях выходил через простое отверстие в крыше.
В особняках было много дымоходов для каминов, необходимых для поддержания тепла в огромных комнатах. Они также были единственным способом приготовления пищи. В домах состоятельных людей тюдоровской эпохи было много комнат, чтобы разместить и накормить большое количество гостей и прислуги. Богатство демонстрировалось широким использованием стекла. Особняки часто были симметричными в плане, в основном в форме буквы «E» или «H».

### Бедность

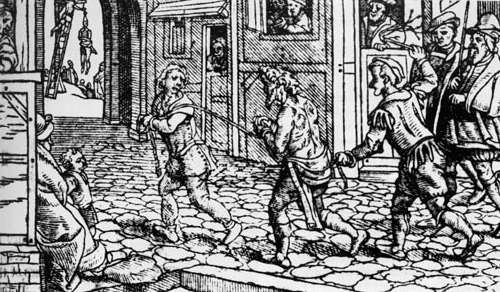
Ксилография примерно 1536 года, изображающая бродягу, которого избивают на улицах тюдоровской Англии

Около одной трети населения жило в бедности, и ожидалось, что богатые будут давать милостыню, чтобы помочь беспомощным бедным. Тюдоровские законы были суровы по отношению к трудоспособным беднякам. Тех, кто покидал свои приходы в поисках работы, называли бродягами и могли подвергать наказаниям, в том числе поркой и помещением в колодки.
Идея работного дома для трудоспособных бедняков была впервые предложена в 1576 году.

### Образование
В тюдоровский период наблюдался беспрецедентный рост образования. До этого в школу ходила лишь малая часть детей. Учащиеся были в основном сыновьями богатых или амбициозных родителей, которые могли позволить себе оплатить обучение. Мальчикам разрешалось начинать ходить в школу в 4 года, затем в 7 лет они переходили в школу грамоты. Девочек родители либо оставляли дома помогать по хозяйству, либо отправляли на работу, чтобы они приносили деньги в семью; в школу их не отправляли. Мальчиков учили работать, а девочек готовили к замужеству и учили ведению домашнего хозяйства, чтобы, выйдя замуж, они могли заботиться о доме и детях. Состоятельные семьи нанимали репетиторов для обучения мальчиков на дому. Во многих тюдоровских городах и деревнях были приходские школы, где местный викарий учил мальчиков читать и писать. Братья могли обучать этим навыкам своих сестёр. В школе ученики изучали английский, латинский и греческий языки, катехизис и арифметику. Ученики практиковались в письме перьями, переписывая алфавит и молитву «Отче наш». Книг было мало, поэтому ученики обучались по хорнбукам. К деревянным доскам прикрепляли страницы с алфавитом, молитвами или другими текстами, и покрывали их тонким прозрачным слоем коровьего рога. Во времена Тюдоров существовало два типа школ: начальная школа (или т. н. «маленькая школа», англ. petty school), в которой мальчиков учили читать и писать; и гимназии, в которых более способных мальчиков учили английскому и латыни. Обычно ученики посещали занятия шесть дней в неделю. Учебный день начинался в 7 утра зимой и в 6 утра летом и заканчивался около 17 часов. В начальных школах учебный день был короче, в основном для того, чтобы более бедные мальчики имели возможность работать. Порядки в школах были суровыми, а учителя — очень строгими, часто избивавшими учеников за плохое поведение.
Обучение обычно начиналось дома, где детей учили основам этикета, хорошим манерам и уважению к окружающим. Мальчикам было необходимо посещать гимназию, но девочкам редко разрешалось посещать какие-либо учебные заведения, кроме начальных школ, и то только с ограниченным учебным планом. Начальные школы были для всех детей в возрасте от 5 до 7 лет. Только самые обеспеченные люди могли позволить себе обучать дочерей, и только дома. В елизаветинскую эпоху стало доступно платное школьное образование. Это означало, что даже мальчики из очень бедных семей могли посещать школу, но только в нескольких городах можно было получить необходимую для этого стипендию.
Мальчиков из зажиточных семей обучали дома частные репетиторы. Когда Генрих VIII закрыл монастыри, он также закрыл их школы. Впоследствии он заново открыл многие бывшие монастырские школы — они известны как «королевские школы» и расположены по всей Англии. Во время правления Эдуарда VI было создано много бесплатных гимназий, обучавших на безвозмездной основе. В тюдоровской Англии было два университета: Оксфорд и Кембридж. Некоторые мальчики поступали в университет в возрасте около 14 лет.

### Еда
На протяжении большей части правления Елизаветы продовольствия в Англии было в достатке; не было массового голода. Плохие урожаи вызывали проблемы, но обычно они были локализованы. Наиболее сильные неурожаи были в 1555—1557 и 1596—1598 годах. В городах цена на основные продукты питания была установлена законом; в тяжёлые времена буханка хлеба была меньше.
Бедняки питались в основном хлебом, сыром, молоком и пивом, с небольшими порциями мяса, рыбы и овощей, а иногда и фруктов. Картофель только появился в конце описываемой эпохи и становился всё более важной культурой. Типичный бедный фермер продавал свои лучшие продукты на рынке, оставляя дешёвую еду для семьи. Чёрствый хлеб использовался для приготовления хлебных пудингов, а сухарная крошка служила для загущения супов, рагу и соусов. Семьи, находившиеся на более высоком социальном уровне, потребляли огромное разнообразие мяса, особенно говядины, телятины, козлятины, баранины и свинины, а также кур и уток. Особым угощением стал праздничный гусь. Многие сельские жители и некоторые горожане ухаживали за небольшим садом, в котором выращивали такие овощи, как спаржа, огурцы, шпинат, салат, бобы, капуста, морковь, лук-порей и горох, а также лекарственные и ароматические травы. Некоторые выращивали собственные абрикосы, виноград, ягоды, яблоки, груши, сливы, смородину и вишню. Семьи без огорода торговали со своими соседями, покупая овощи и фрукты по низкой цене.
Англия познакомилась с новыми продуктами питания (такими как картофель, привезённый из Южной Америки), и в это время у неё появились новые вкусы. Более зажиточные слои наслаждались разнообразной едой и напитками, в том числе новыми экзотическими напитками, такими как чай, кофе и шоколад. В загородных домах и дворцах появлялись французские и итальянские повара, принёсшие новые способы приготовления и новые вкусы блюд. Например, англичане пристрастились к кислой пище — в частности, высший класс к апельсинам — и начали активно использовать уксус. Джентри уделяли всё больше внимания своим садам, выращивали новые фрукты, овощи и зелень; на столе впервые появились макаронные изделия, выпечка и горчица. На роскошных банкетах особым угощением были абрикосы. Ростбиф оставался основным продуктом питания для тех, кто мог себе его позволить. Остальные ели много хлеба и рыбы. Все классы любили пиво и ром.
В богатых особняках и дворцах подавались большие, тщательно приготовленные блюда, обычно сопровождаемыми развлечениями. Высшие классы часто отмечали религиозные праздники, свадьбы, союзы и просто капризы короля или королевы. В летние месяцы обычно устраивались торжества в ознаменование «шествия» коронованных правителей, когда король или королева путешествовали по замкам дворян, чтобы избежать сезона чумы в Лондоне и облегчить положение королевской казны, которая за зиму часто пустела. Во время такого путешествия они останавливались на несколько дней, а то и на неделю в доме различных аристократов, которые, в зависимости от своей демонстрации стиля, щедрости или фантазии на развлечения, могли добиться нужного решения в суде или поднять свой статус на месяцы или даже годы.
После застолья или ужина устраивали особую перемену блюд, которая часто сервировалась в специальной комнате или в уличной беседке со столом в центре, уставленным «лечебными» лакомствами, которые помогают пищеварению. Сюда входили вафли, сахар с анисом и другими специями, желе и мармелад (более плотный, чем тот, к которому мы привыкли), цукаты, орехи с пряностями и другие подобные лакомства. Их ели стоя, запивая тёплым пряным вином (известным как гипокрас) или другими напитками, способствующими пищеварению. Сахар в средние века и в период раннего Нового времени считался лекарством и широко использовался для лечения. Он потреблялся не только для удовольствия, но и в качестве здорового питания и для улучшения пищеварения. Во время такого фуршета стоящие могли продемонстрировать свои великолепные новые одежды, а хозяева — продемонстрировать богатство своего поместья, в котором была специальная комната специально для подобных банкетов.

### Положение женщин

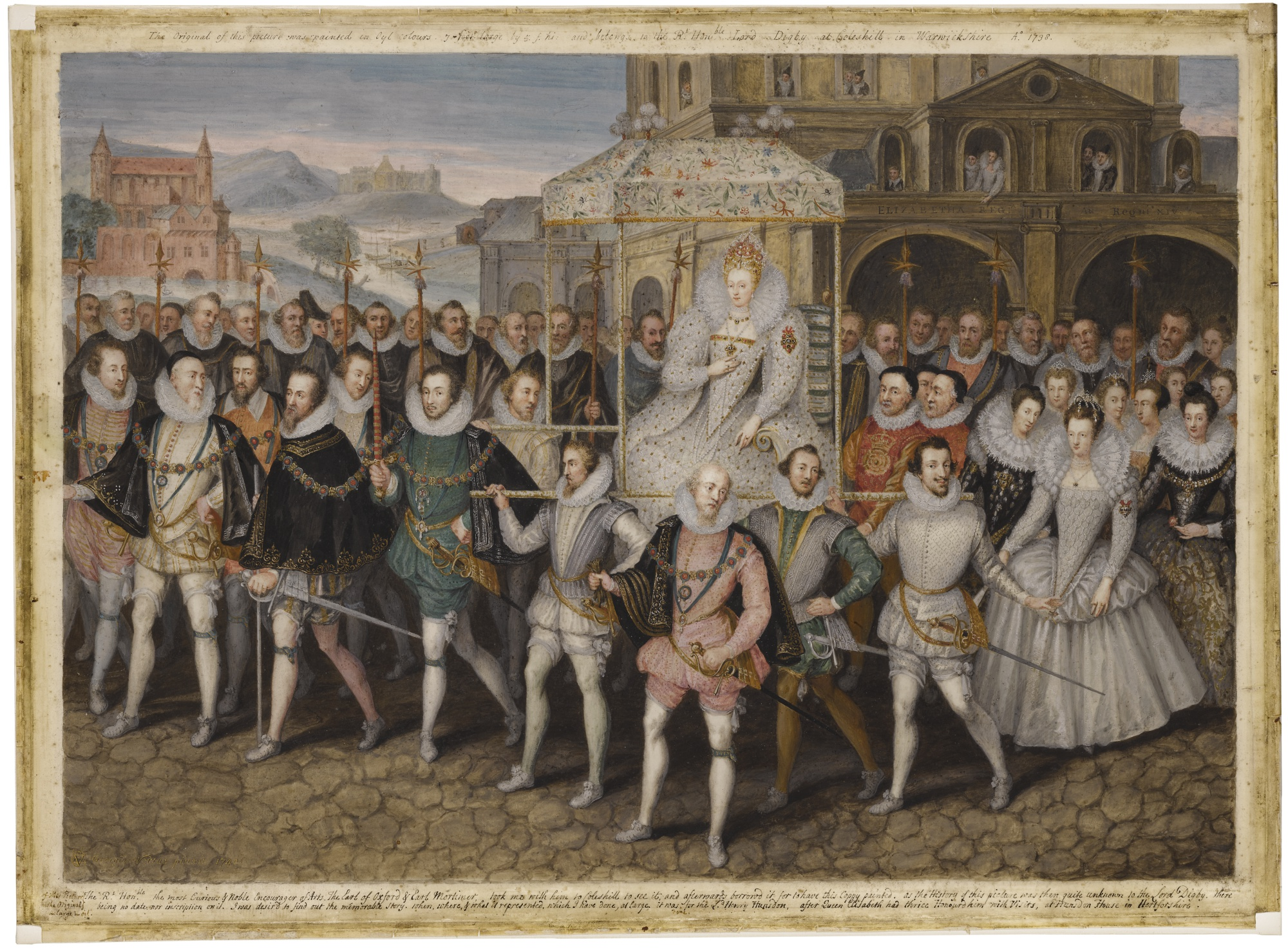
Процессия. Ок. 1600 года. Елизавета I, которую несут придворные

В то время как эпоха Тюдоров представляет изобилие материалов о знатных женщинах, особенно о королевских жёнах и королевах, историкам удалось найти лишь скудные записи о жизни средней женщины. Тем не менее, был проведён обширный статистический анализ демографических данных, куда включены женщин, особенно в их детородной роли. Роль женщины в обществе, для того времени, была достаточно большой; путешественники из Испании и Италии регулярно, а иногда и довольно едко, говорили о свободе, которой пользуются женщины в Англии, в отличие от их родных стран. В Англии было больше образованных женщин из высшего класса, чем в Европе.
Брачное состояние королевы было главной политической и дипломатической темой. Оно также вошло в массовую культуру. Незамужний статус Елизаветы породил культ девственности. В поэзии и портретной живописи она изображалась как девственница, или богиня, или и то, и другое, а не как обычная женщина. Елизавета сделала девственность своею добродетелью: в 1559 году она сказала в палате общин: «И для меня будет достаточно, если на мраморном камне будет начертано, что королева, правившая столь долгое время, жила и умерла девственницей». Публично выказываемая дань уважения Деве Марии к 1578 году стала закодированным заявлением о неприятии королевой переговоров о браке с герцогом Алансонским.
В отличие от своего отца, делавшего акцент на мужественности и физической силе, Елизавета использовала тему материнства, часто говоря, что она замужем за своим королевством и подданными. Она объяснила: «Я сохраняю добрую волю всех моих мужей — моего народа — потому что, если бы они не были уверены в моей особой любви к ним, они не стали бы с такой готовностью слушаться меня», и обещала в 1563 году, что у них никогда не будет столь заботливой матери, как она. Кох (1996) утверждает, что её символическое материнство сыграло центральную роль в её сложном самоощущении, формируя и узаконивая идею личного правления назначенной Богом женщины-принца.

### Брак
В конце 1500-х — начале 1600-х годов более 90 % англичанок (и взрослых в целом) вступали в брак. Средний возраст невесты был 25-26 лет, а жениха 27-28 лет, причём наиболее распространённый возраст — 25-26 лет для женихов и 23 года для невест. Среди дворянства и джентри средний показатель составлял 19-21 год для невест и 24-26 лет для женихов. Многие городские женщины впервые выходили замуж в возрасте от тридцати до сорока лет, а молодые женщины-сироты нередко откладывали замужество до возраста под 30 и даже за 30 лет, чтобы содержать своих младших братьев и сестёр. Примерно четверть выходящих замуж женщин были беременны.

## Культура

### Театр

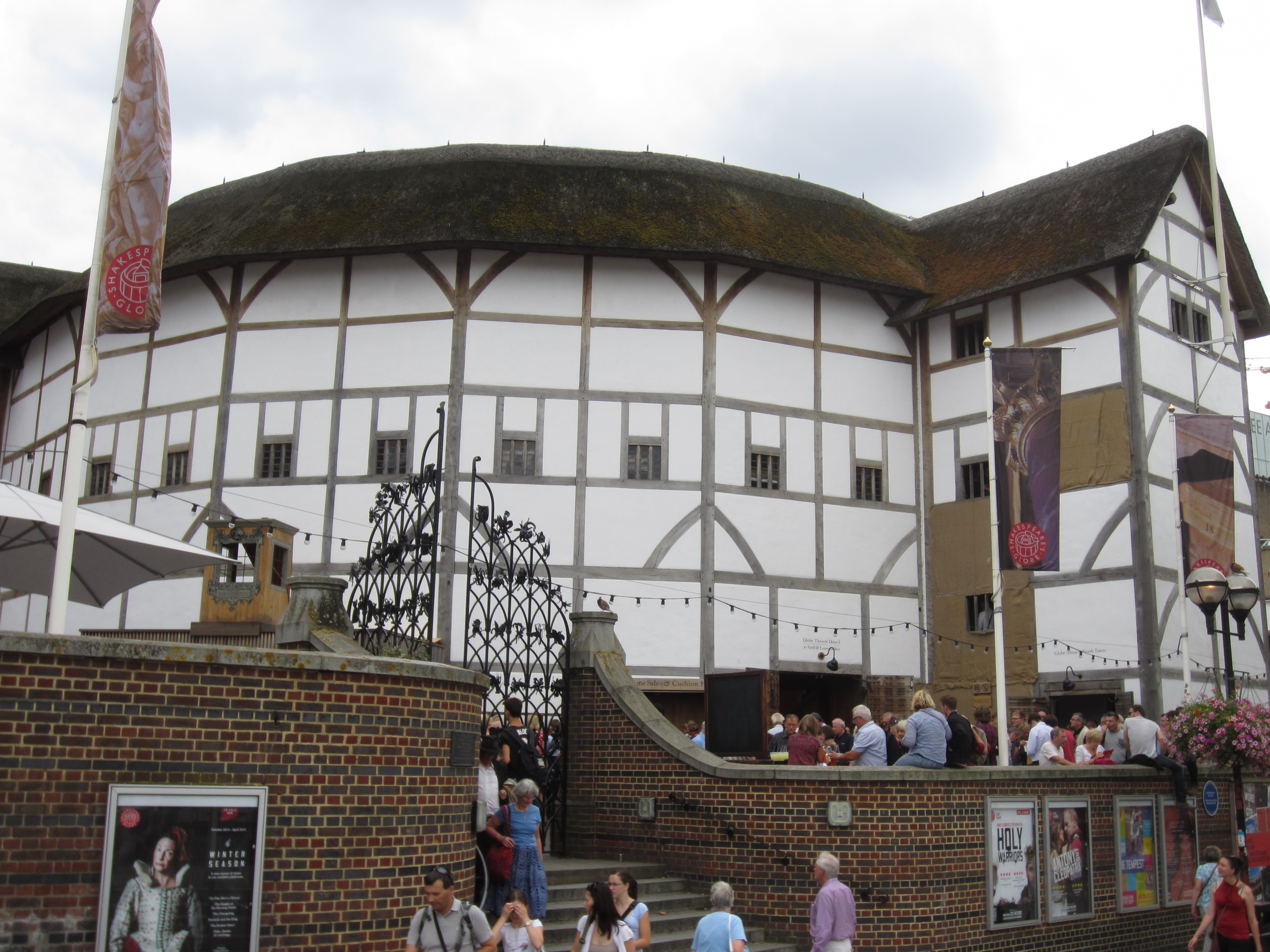
Реконструкция театра Глобус в Лондоне, первоначально построенного в 1599 году, где ставил свои пьесы Шекспир

Уильям Шекспир в расцвете своей карьеры, Кристофер Марлоу и множество других драматургов и актёров, постоянно собирающие полные залы — культура елизаветинского Возрождения лучше всего выразилась в его театре. Особой популярностью пользовались исторические темы, а также обычные комедии и трагедии.

### Музыка
Странствующие музыканты пользовались большим спросом при дворе, в церквях, в загородных домах и на местных фестивалях. Среди выдающихся композиторов того времени можно отметить Уильяма Бёрда (1543—1623), Джона Дауленда (1563—1626), Томаса Кэмпиона (1567—1620) и Роберта Джонсона (ок. 1583—1634). Композиторы работали по заказам церкви и королевского двора, и использовали два основных стиля: мадригал и эйр. Популярная культура проявляла большой интерес к народным песням и балладам. В конце XIX века стало модным собирать и петь старинные песни той эпохи.

### Изобразительное искусство
Часто говорят, что Ренессанс пришёл в Англию позднее, чем в Италию и другие государства континентальной Европы; в изобразительном искусстве Англии эпохи Тюдоров и Стюартов доминировали иностранные и приезжие таланты — от Ганса Гольбейна-младшего при Генрихе VIII до Антониса ван Дейка при Карле I. Тем не менее в рамках этой общей тенденции развивалась и местная школа живописи. Среди мастеров елизаветинских времён наиболее широко известен Николас Хиллиард, «иллюстратор рукописей и ювелир» королевы; но Джордж Гауэр также начинает привлекать к себе всё большее внимание и признание по мере того, как расширяются наши знания о нём, его искусстве и творчестве.

## Популярная культура

### Развлечения
В тюдоровский период весьма популярным развлечением стали театральные постановки. Большинство городов спонсировало написание пьес, разыгрываемых на городских площадях. Затем актёры начали использовать в качестве сцены дворы таверн или гостиниц, после чего начали появляться первые настоящие театры — поначалу большие амфитеатры под открытым небом, а затем закрытые театры, называемые в то время домами для игр (англ. playhouses). Популярности театра способствовало появление таких великих драматургов, как Уильям Шекспир и Кристофер Марло, которые ставили свои пьесы в лондонских театрах, таких как «Глобус». К 1595 году еженедельно 15 000 человек смотрели спектакли в Лондоне. Именно во время правления Елизаветы в Англии были построены первые настоящие театры. До этого актёры путешествовали из города в город и выступали на улицах или на площадях перед гостиницами.
Были популярны миракли, разновидность мистерий с реконструкциями библейских историй. Они сильно повлияли на творчество Шекспира.
Популярным сезонным развлечением были ярмарки и фестивали.

### Спорт
В елизаветинскую эпоху было много разных видов спорта и развлечений. Виды спорта с животными включали в себя травлю медведя и быка, собачьи и петушиные бои.
Богачи увлекались теннисом, фехтованием и рыцарскими турнирами. Охота была строго ограничена высшим классом. Охотники имели собственные стаи собак и гончих, обученных преследовать лис, зайцев и кабанов. Состоятельные люди также любили охоту на мелкую дичь и птиц с ястребами, известную как соколиная охота.

#### Рыцарские турниры
Рыцарский поединок был очень дорогим видом спорта, доступным только высшим слоям общества, в котором воины на лошадях мчались навстречу друг другу в полных доспехах, пытаясь сбить противника копьём с лошади. Это был жестокий вид спорта — король Франции Генрих II погиб на турнире в 1559 году, как и многие другие менее знатные рыцари. Чемпионом в этом виде спорта был король Генрих VIII; он оставил это занятие после того, как после неудачного падения на несколько часов потерял сознание.
Другими видами спорта были стрельба из лука, боулинг, метание молота, сражения на посохах, трукко, метание колец, скиттлз, борьба и средневековый футбол.

#### Азартные и карточные игры
Игра в кости была популярным занятием среди всех социальных слоёв. Карты появились в Испании и Италии около 1370 года, вероятно, придя из Египта. Они начали распространяться по Европе и пришли в Англию примерно в 1460 года. Ко времени правления Елизаветы азартные игры были обычным видом спорта. В карты не играл только высший класс. Многие из низших классов имели доступ к игральным картам. Масти карт со временем менялись. У первых итальянских и испанских колод были одинаковые масти: мечи, дубинки/трефы, кубки и монеты. Масти часто менялись от страны к стране. Англия, вероятно, переняла латинскую версию, первоначально используя карты, импортированные из Испании, но позже полагаясь на поставки из Франции. Большинство уцелевших колод используют французские масти: пики, червы, трефы и бубны. Ещё до начала правления Елизаветы стандартом стало 52 карты в колоде. Популярными карточными играми были Maw, One and Thirty, Bone-ace. (Всё это игры для небольшой группы игроков). Ruff and Honors была командной игрой.

### Фестивали, праздники и торжества

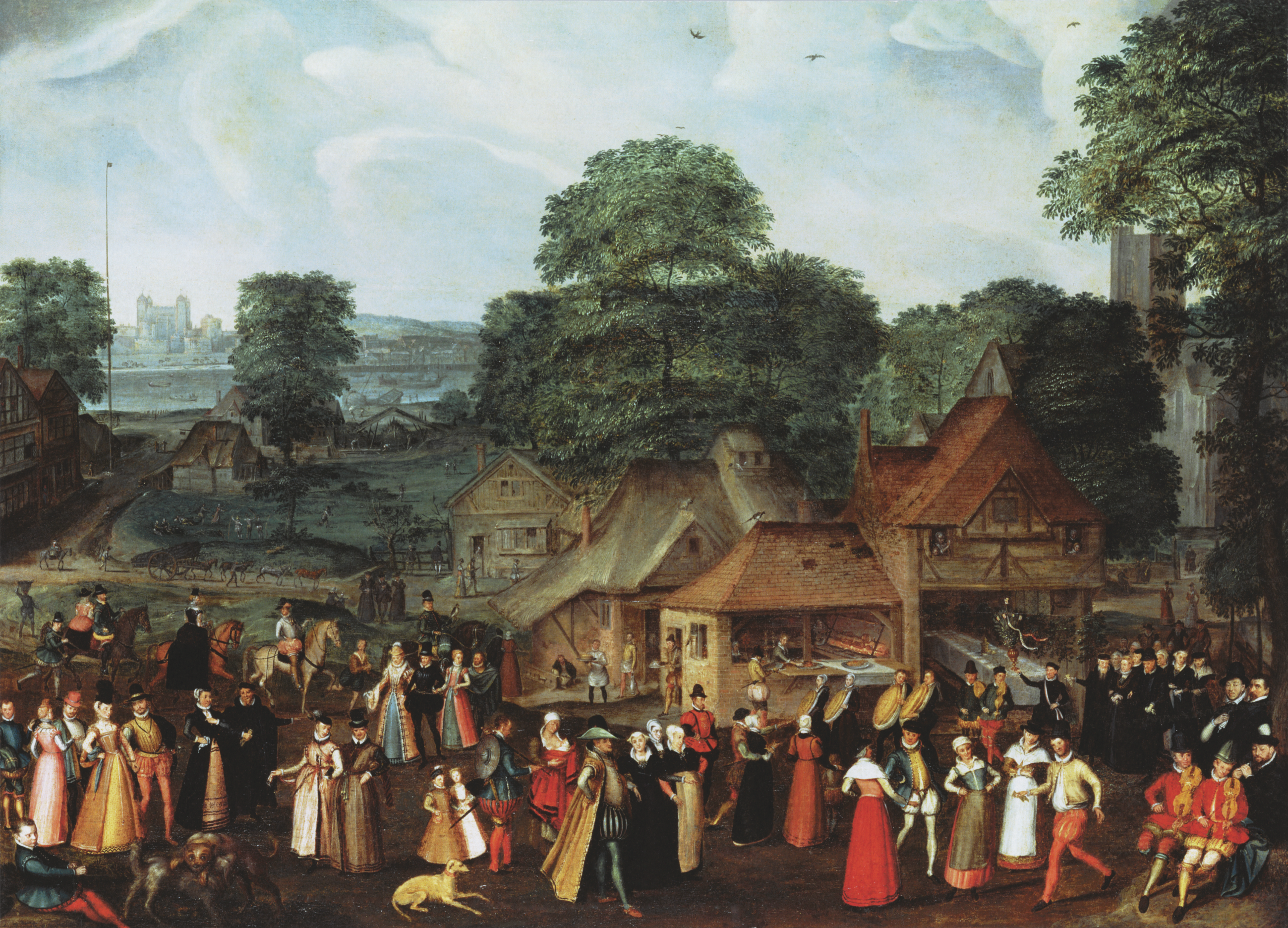
Свадебный пир, ок. 1569

В елизаветинскую эпоху люди с нетерпением ждали праздников, потому что возможности для досуга были ограничены, а свободное от тяжёлой работы время ограничивалось периодами после церкви по воскресеньям. По большей части гуляния проходили в церковные праздники. У каждого месяца были свои праздники, некоторые из которых перечислены ниже:
- Первый понедельник после двенадцатой ночи[англ.] января (в любое время с 7 января по 14 января) назывался плуговым понедельником[англ.]. Он отмечал возвращение к работе после празднования Рождества и Нового года.
- 2 февраля: Сретение Господне. Хотя часто в этот день ещё очень холодно, Сретение празднуется как первый день весны. В этот день в шествиях при свечах и факелах сжигались все рождественские украшения.
- 14 февраля: День святого Валентина.
- С 3 по 9 марта: Жирный вторник (известный на континенте как Марди Гра или Карнавал). В этот день толпам учеников разрешалось буйствовать на улицах, потому что это якобы очищало город от пороков перед Великим постом.
- На следующий день после Жирного вторника была Пепельная среда, первый день Великого поста, когда все должны были воздерживаться от определённых еды и питья.
- 24 марта: Благовещение, первый из квартальных дней[англ.], в которые должны были начисляться арендные платы и жалованье. Это был официальный Новый год; суды созывались после зимних каникул, и предполагалось, что в этот момент Архангел Гавриил явился объявить Деве Марии, что она родит ребёнка.
- 1 мая: Майский праздник, отмечающийся как первый день лета. Это был один из немногих кельтских праздников, не имевший никакого отношения к христианству и проводившийся по образцу Белтейна. На нём короновали королеву мая, зелёного человека и танцевали вокруг майского дерева.
- 21 июня: Праздник летнего солнцестояния (в христианской традиции праздник Иоанна Крестителя) и ещё один квартальный день.
- 1 августа: Ламмастид, или День Ламмаса. Первый день августа, когда в церковь было принято приносить буханку хлеба.
- 29 сентября: Михайлов день. Ещё один квартальный день. Этот день отмечал начало осени и посвящался архангелу Михаилу.
- 25 октября: День святого Криспина[англ.]. Этот праздник отмечался разжиганием костров, пирушками и избранием «короля Криспина». Описан Шекспиром в пьесе «Генрих V».
- 28 октября: Парад лорда-мэра[англ.], который до сих пор проводится в Лондоне.
- 31 октября: Хэллоуин, или Канун дня всех святых. Начало празднования дней мёртвых.
- 1 ноября: Собор всех святых, а затем день поминовения всех усопших.
- 17 ноября: День вступления на престол[англ.], или День королевы; годовщина вступления королевы Елизаветы на престол, отмечаемая пышными придворными торжествами с рыцарскими турнирами (турнир в честь вступления на престол[англ.]) при её жизни и как национальный праздник десятки лет после её смерти[83].
- 24 декабря: Рождественские святки начинались с заходом солнца и длились до Крещения 6 января. Рождество было последним из квартальных дней в году.